# Ставровский, Алексей Иванович
Алексей Иванович Ставровский (1809, Новгородская губерния — 14 [26] ноября 1882) — российский историк, магистр всеобщей истории, заслуженный экстраординарный профессор по кафедре всеобщей истории при Императорском Университете Святого Владимира (т. е. Киевском). С 1866 г. в отставке.

## Биография
Родился в семье священника Новгородской губернии. Первоначальное образование получил в Новгородской духовной семинарии, а высшее — в Главном педагогическом институте.
По окончании курса в последнем (1836), Ставровский был приглашен в качестве адъюнкта по кафедре русской истории и статистики в Императорский университет Святого Владимира, где через год, после смерти профессора Цыха, стал преподавать также всеобщую историю и греческий язык.
Удостоенный после защиты там диссертации в 1842 году степени магистра исторических наук, Ставровский вслед за тем был избран экстраординарным профессором по кафедре всеобщей истории и статистики, и эту должность занимал в университете вплоть до 1866 года, когда за выслугою лет ушел в отставку с званием заслуженного экстраординарного профессора.
Педагогическая деятельность Ставровского была очень обширна. Помимо лекций по всеобщей истории он почти ежегодно читал в университете еще какой-нибудь предмет — русскую историю, статистику, греческий язык, одновременно преподавая историю в местном институте благородных девиц (1840—1852 гг.) и в кадетском корпусе (1852—1857 гг.).
В лекциях всеобщей истории Ставровский придерживался плана учебной книги Герена, обрабатывая фактическую часть ее по Беккеру и Бенну, а прагматическую по идеям своего учителя Лоренца; в русской истории следовал идеям своего другого учителя — Устрялова. Читал он кроме того особый курс «теории истории», а в курсе статистики следовал системе Бюннинга. Лекции Ставровского пользовались популярностью лишь в начале его профессорской деятельности, когда он много работал над своим предметом; позже он за множеством посторонних занятий не мог посвящать достаточно времени для того, чтобы следить за успехами науки, хотя и обладал достаточными для этого дарованиями и знакомством с исторической литературой. Вместе с тем Ставровский состоял членом временного комитета по изысканию древностей в Киеве, много работал над организацией Киевского музея древностей, находившегося в его заведовании с 1838 по 1854 год, принимал деятельное участие в производившихся в Киеве и его окрестностях раскопках, трудился над описанием библиотеки и архивов Киево-Печерской лавры, совершал неоднократные поездки в губернии Киевского учебного округа для изучения интересных в статистической и историческом отношении местностей и в 1852 году представил комиссии план статистического описания края. Особенно богаты результатами его археологические изыскания.
В период 1858—1864 гг. Ставровский много раз посещал село Решетиловка (Полтавской губернии) и в так называемом Решетиловском архиве, принадлежавшем наследникам бывшего секретаря князя Потемкина, Попова, сделал извлечения из весьма ценных документов; наиболее важная часть их была напечатана в «Русском архиве» (1864 и 1865) и «Киевской старине».
В отчетах Императорского университета Святого Владимира за 1858—1860 гг. упоминаются и другие, найденные Ставровским, важные манускрипты: собственноручные письма императрицы Екатерины II, Павла І Петровича, Александра І; письма русских вельмож времен Потемкина; четыре летописи: о Иоанне III, о Фёдоре Иоанновиче, о Фёдоре Алексеевиче, и о казанских событиях из времен самозванцев; записки действительных тайных советников Ивана Владимировича Лопухина о себе самом и современных лицах во время службы его в Москве, а потом при дворе Павла І, и особенно об обществе мартинистов в Москве; ведомость и географическое описание крепости Святого Дмитрия Ростовского и окрестностей ее в 1768 году, с планами, чертежами и картами и историей происхождения казаков; составленную штурманом Ташлыковым в 1769 году; карту реки Дона и границ Донского войска с показанием глубин реки через каждую четверть версты и др. Все эти документы, отданные вместе с отчетами Ставровского о поездках киевскому генерал-губернатору, остались в портфеле последнего и в печать не попали.
За свои археологические изыскания А. И. Ставровский удостоился избрания в члены Королевского общества северных антиквариев (1843) и Императорского русского географического общества (1859).
Оригинальных научных трудов Ставровский не оставил, если не считать его диссертации под загл. «Рассуждение о значении средних веков в отношении к новейшему времени» (Киев, 1841) - одной из первых защищённых диссертаций по всеобщей истории в России. Известно, что в 1840-х годах он собирался печатать «Всеобщую политическую историю» и «Нумизматику древней России», лекции по которой однажды читал в продолжение целого семестра.
В своей магистерской диссертации Ставровский, как излагает А.М. Скворцов, указывал - со сноской на Ф.К. Лоренца - на близость людей античности к природе, характеризующуюся развитием естественным, не отвлечённым, тогда как средневековое мышление, по его мнению, руководствовалось избранным идеалом и пренебрегало естественными отношениями, что привело к появлению противоречий, разрешить которые можно было только борьбой. Также он считал, что «революционный дух XVIII в.» способствовал негативного взгляду на средние века. О монархии он писал: «Все отдали последней [монархической власти - прим. Скворцова] преимущество перед прочими формами устройств не по бессилию своему, но по внутреннему убеждению в совершенстве её. Это убеждение предков перешло в самое отдалённейшее их потомство, в нас самих. Все образованнейшие и могущественные государства настоящего имеют форму правления монархическую. Она есть краеугольный камень благоденствия и силы народов... Единство есть её сущность, а стремление к нему есть вообще стремление к совершенству».
Выйдя в отставку и поселившись в глухом уездном городе Остре, Черниговской губернии, Алексей Иванович Ставровский от недостатка приличной деятельности скоро заболел параличом, который длился очень долго и 14 (26) ноября 1882 года свел его в могилу. Ставровский оставил после себя большую и ценную коллекцию бумаг из Решетиловского архива и библиотеку, заключавшую в себе до 1000 экземпляров, среди которых было немало ценных и дорогих.